# Bob Kane
Bob Kane, właśc. Robert Kahn (ur. 24 października 1915 w Nowym Jorku, zm. 3 listopada 1998 w Los Angeles) – amerykański rysownik i twórca komiksów, współtwórca postaci Batmana razem z Billem Fingerem.

## Filmografia

### Scenariusz
- Batman: Dead End(inne języki) (2003)
- The New Batman Adventures (1997–1999)
- Batman: The Animated Series (1992–1995)
- Cool McCool(inne języki) (1966–1969)